# PornoTube
PornoTube es un sitio web pornográfico mantenido mediante publicidad que proporciona audio, videos y fotografías de sexo explícito gratuitamente.

## Funcionamiento
Se permite a los usuarios la subida de material pornográfico propio. Se trata de uno de los sitios web pornográficos con más tráfico de la red, como YouPorn. Se ha descrito como una revolución la pornografía en Internet.
La empresa fue demandada por la productora de cine Vivid a pagar 4,5 millones de dólares por presuntas pérdidas en la industria, debido a que parte de su modelo de negocio se basaba en contenido bajo propiedad de la productora.